# Нидерштауфенбах
Нидерштауфенбах (нем. Niederstaufenbach) — община в Германии, в земле Рейнланд-Пфальц. 
Входит в состав района Кузель. Подчиняется управлению Альтенглан.  Население составляет 277 человек (на 31 декабря 2010 года). Занимает площадь 2,01 км².